# Shoko Ota
Pour les articles homonymes, voir Shoko (homonymie) et Ota.
Shoko Ota (太田渉子, Oota Shōko), née le 27 juillet 1989, est une biathlète handisport japonaise.
En 2006, elle obtient une médaille de bronze lors des Jeux paralympiques d'hiver de 2006 dans l'épreuve du 12,5 km, catégorie debout, en biathlon.

## Palmarès

### Jeux paralympiques d'hiver
- Jeux paralympiques d'hiver de 2006 :
  -  Médaille de bronze sur le 12,5 km de biathlon